# مهارت‌های نرم
مهارت‌های نرم (به انگلیسی: Soft skills) مجموعه مهارت‌هایی است که در تمامی حرفه‌ها قابل پیاده‌سازی و کاربردی است. این مهارت‌ها، ترکیبی از مهارت‌های تفکر انتقادی، حل مسئله، صحبت در جمع، نگارش‌حرفه‌ای، کار گروهی، سواد رسانه، رهبری، نگرش حرفه‌ای، وجدان کاری، مدیریت شغلی، و مطالعات فرهنگی است. مهارت‌های نرم، دقیقاً متضاد مهارت‌های سخت است که مختص هر حرفه و شغل است.
فرهنگ لغت انگلیسی کالینز اصطلاح «مهارت‌های نرم» را به عنوان «خصوصیات مطلوب برای برخی از اشکال اشتغال که به دانش کسب شده وابسته نیست تعریف می‌کند: آنها شامل عقل سلیم، توانایی برخورد با افراد و یک نگرش انعطاف‌پذیر مثبتند.»
مهارت‌های نرم عبارتی مرکب است و هر یک از این دو کلمه جنبه تعیین‌کننده مفهوم را توضیح می‌دهند.
کلمه «مهارت» عملکرد عملی را مد نظر قرار می‌دهد. این اصطلاح به تنهایی معنای وسیعی دارد، و به‌طور کلی به توانایی خاصی گفته می‌شود که با آن می‌توان وظایف متنوعی را انجام داد. این وظایف می‌توانند شامل کارهای ساده‌ای مثل «یادگیری نحوه شوت زدن یک توپ» تا کارهای سخت‌تری مثل «یادگیری خلاقیت» باشد. در این مقاله به عنوان مثال، کلمه «مهارت» باید به عنوان توانایی تسلط یافتن بر عملکردهای کنترل ناپذیر تعبیر شود.
کلمه «نرم» برعکس «سخت» است و به معنای «ذهنی، فازی و غیرقابل اعتماد» است. به دلیل ذهنیت آنها، مهارتهای نرم به سختی ارزیابی می‌شوند و هرگز به‌طور کامل تسلط ندارند. علاوه بر این، مبهم بودن توضیح می‌دهد که چرا مهارتهای نرم همیشه توسط کارفرمایان و کارمندان به وضوح قابل درک نیستند.
نرم تنها صفتی نیست که برای توصیف این نوع مهارت‌ها استفاده می‌شود. دانشمندان کلمه "غیر شناختی" را برای هر آنچه که از نظر آنها وجود نداشت، مبتنی بر یا مستقیم از اندیشه عقلانی (که آنها آن را "شناختی" می‌نامیدند) بنیان نهادند. " این اصطلاح منفی این واقعیت را توصیف می‌کند که مهارت‌های نرم پذیرش نامشخصی دارند، و این بدان معناست که «شناخت چگونه به خوبی تعریف و به خوبی درک می‌شود، در حالی که همه چیز دیگر در یک منطقه تاریک در اطراف این تکه نور روشنفکری وجود دارد».به همین دلیل، کلمه رسمی تر «شرایط فکر کردن» اکنون توسط بسیاری از رهبران آموزش و پرورش ترجیح داده شده‌است.

## تاریخچه
از سال ۱۹۵۹، ارتش آمریکا مقدار قابل توجهی از منابع را برای توسعه روشهای آموزش مبتنی بر فناوری سرمایه‌گذاری کرده‌است. در سال ۱۹۶۸، ارتش آمریکا رسماً آموزه آموزشی معروف به «مهندسی سیستم آموزش» را که در سند CON Reg 350-100-1 پوشانده شده‌است، معرفی کرد.PG Whitmore به تعریف CON Reg 350-100-1 اشاره کرد: "مهارتهای مربوط به شغل شامل اقدامات مؤثر در افراد و کاغذها، به عنوان مثال، بازرسی از سربازان، نظارت بر کارمندان دفتر، انجام مطالعات، تهیه گزارشهای نگهداری، تهیه گزارش کارآیی، طراحی سازه‌های پل. "در سال ۱۹۷۲، به لطف یک کتابچه راهنمای آموزش ارتش ایالات متحده، استفاده رسمی از اصطلاح «مهارت‌های نرم» آغاز شد.
در کنفرانس مهارتهای نرم CONARC در سال ۱۹۷۲، دکتر Whitmore گزارشی ارائه داد با هدف کشف اینکه چگونه اصطلاح مهارت‌های نرم در مدارس مختلف CONARC درک می‌شود. پس از طراحی و پردازش پرسشنامه، متخصصان تعریف آزمایشی جدیدی را تدوین کردند: «مهارتهای نرم، مهارتهای مهم مرتبط با شغل هستند که درگیر تعامل اندک یا بدون تعامل با ماشینها هستند و کاربرد آنها در کار کاملاً تعمیم یافته‌است.»آنها همچنین به انتقاد از وضعیت مبهم مفهوم، با اظهارنظر «به عبارت دیگر، آن دسته از کارکردهای شغلی که دربارهٔ آنها بخش خوبی را می‌شناسیم مهارتهای سختی هستند و مواردی که دربارهٔ آنها بسیار کم می‌دانیم مهارتهای نرم هستند.» پرداختند. یک مطالعه فوری دیگر نیز با لحنی منفی نتیجه گرفت.روان‌شناس نیکلاس هامفری به گفه مشهوری اظهار داشت که هوش اجتماعی به جای هوش کیفی، انسان را تعریف می‌کند. امروزه بسیاری از صنایع با مهارت‌های نرم کارکنان خود برتری می‌دهند.

## مفهوم
مهارت‌های نرم خوشه ای از خصوصیات شخصیتی مولد است که روابط فرد را در یک محیط مشخص می‌کند. این مهارت‌ها می‌تواند شامل نعمت‌های اجتماعی، توانایی‌های ارتباطی، مهارت‌های زبانی، عادات شخصی، همدلی‌های شناختی یا عاطفی، مدیریت زمان، کار گروهی و ویژگی‌های رهبری باشد. تعاریفی که بر اساس ادبیات مرور انجام شده‌است، مهارتهای نرم را به عنوان یک اصطلاح کلی برای مهارتهای تحت سه المان عملکردی کلیدی توضیح می‌دهد: مهارتهای افراد، مهارتهای اجتماعی و خصوصیات شغلی شخصی.
اهمیت مهارت‌های نرم در این واقعیت نهفته‌است که آنها فقط به یک زمینه خاص محدود نمی‌شوند. این تمایلات فکری متشکل از گروهی از توانایی‌ها است که می‌تواند در هر جنبه ای از زندگی افراد مورد استفاده قرار گیرد، بدون نیاز به انطباق دادن دوباره آنها بر اساس وضعیت. انعطاف‌پذیری آنها به «افراد کمک می‌کند تا سازگار شوند و مثبت رفتار کنند تا بتوانند به‌طور مؤثر با چالش‌های زندگی حرفه ای و روزمره خود مقابله کنند.» مهارت‌های نرم باعث می‌شود افراد در جهانی که تغییر می‌کند انعطاف‌پذیر باشند.
علاقه به مهارت‌های نرم در طی سال‌ها افزایش یافته‌است. هرچه تحقیقات بیشتر انجام شود، افراد بیشتر به مرتبط بودن این مفهوم پی می‌برند. حجم عظیم شرکت‌های صندوق و سازمان‌های جهانی سرمایه‌گذاری در آموزش و توسعه این زمینه این علاقه را نشان می‌دهد. کمیسیون اروپا برنامه Agenda را برای مهارت‌ها و مشاغل جدید در سال ۲۰۱۲ به منظور آموزش و توضیح این مجموعه مهارت‌های جدید برای بزرگسالان راه اندازی کرد.
اکنون، در قرن بیست و یکم، مهارت‌های نرم یک تمایز دهنده اصلی، یک امر مستقل برای اشتغال و موفقیت در زندگی است. جیمز هکمن برنده جایزه نوبل ادعا می‌کند که «مهارت‌های نرم موفقیت زندگی را پیش‌بینی می‌کنند، و گاهی آن موفقیت را به وجود می‌آورند، و برنامه‌هایی که مهارت‌های نرم را ارتقا می‌بخشند، جایگاه مهمی در سبد مؤثر سیاست‌های عمومی دارند». اهمیتی که کارفرمایان به این موضوع می‌دهند با این واقعیت نشان داده می‌شود که مهارت‌های نرم در حال حاضر به اندازه GPA (که زمانی مهم‌ترین عامل در تصمیم‌گیری در نظر گرفته می‌شد) در استخدام یک کارگر جدید اهمیت دارند.
درخواست بالا و سردرگمی گسترده در مورد معنی و آموزش مهارت‌های نرم بیانگر دو عنصر است که می‌تواند فقدان مهارت‌های نرم در بازار کار را توضیح دهد. کارفرمایان تلاش می‌کنند رهبران و کارگرانی را پیدا کنند که بتوانند از بازار کار در حال تحول آگاه باشند. مشکل فقط به جوانانی که به دنبال شغل اند محدود نمی‌شود، بلکه این برای کارمندان فعلی نیز صادق است. یک مطالعه عام‌المنفعه که توسط مک دونالد در انگلستان انجام شده‌است پیش‌بینی می‌کند بیش از نیم میلیون نفر به دلیل عدم مهارت‌های نرم تا سال ۲۰۲۰ از بخش‌های شغلی بازگردند.

## مهارت‌های سخت در برابر نرم
«مهارت‌های سخت شامل مهارت فنی یا اداری است.»مهارتهای نرم معمولاً برای «اشاره به» سمت عاطفی «انسان در تقابل با مؤلفه IQ (بهره هوشی) مربوط به مهارتهای سخت استفاده می‌شود.» مهارت‌های سخت و نرم معمولاً به عنوان مفاهیم یا مکمل‌های مشابه تعریف می‌شوند. این واقعیت نشان می‌دهد که چگونه این دو نوع مختلف از توانایی‌ها کاملاً مرتبط هستند.
مهارتهای سخت‌تنها مهارتهای لازم برای استخدام شدن در شغلی بودند و عموماً از طریق سوابق آموزشی، تجربه کاری یا مصاحبه قابل اندازه‌گیری بوده‌اند. به نظر می‌رسید موفقیت در کار فقط مربوط به توانایی فنی در انجام و تکمیل کارها است. به همین دلیل، کارفرمایان و شرکت‌ها فقط بر اساس شایستگی‌های ظاهری آن‌ها، افراد جدیدی را استخدام می‌کردند. به همین علت امروزه افرادی که مهارت‌های نرم خوبی دارند، کمتر از کارگرانی اند که مهارت‌های سخت خوبی دارند.
این روند در سالهای گذشته تغییر کرده‌است. مهارت‌های سخت هنوز یک جنبه اساسی را نشان می‌دهند، اما مهارت‌های نرم از نظر اهمیت با آنها برابر است. به گفته پروفسور رهبری رابرت لواسر، بیشتر محققانی که او در این زمینه با آنها مصاحبه کرده‌است «به مهارتهای نرم بالاتر از مهارتهای فنی امتیاز داده‌اند.» مطالعات انجام شده توسط مؤسسه تحقیقاتی استانفورد و بنیاد کارنگی ملون در میان ۵۰۰ مدیرعامل فرچون  این ایده را تأیید می‌کند که ۷۵٪ موفقیت شغلی بلند مدت ناشی از مهارت‌های نرم و تنها ۲۵٪ از مهارت‌های فنی است (Sinha، ۲۰۰۸). یک مطالعه دیگر نشان داد که ۸۰ درصد دستاوردها در حرفه به مهارتهای نرم و تنها ۲۰ درصد با مهارتهای سخت تعیین می‌شود.